# Lidhult

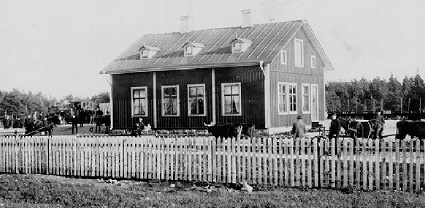
Lidhults station.

Lidhult är en tätort i Lidhults distrikt (Lidhults socken) i Ljungby kommun i Kronobergs län (Småland).

## Historia
Orten har medeltida anor och på 1300-talet fanns här en träkyrka med ett krucifix, en mässhake och en S:t Olofsskulptur. När Halmstad-Bolmens järnväg invigdes 1889 blev det en början till Lidhult som stationssamhälle. Då tillkom marknader, affärer och mindre industrier. Industrisamhället kom till när LMV 1949 startade sin tillverkning av truckar.  Kalmar Industries tog över verksamheten 1975 som 2006 togs över av Cargotec som drev denna vidare till 2016 då verksamheten flyttade till Polen. På 1940-talet byggdes även ett sågverk. Bröderna Jonssons Träindustri utvecklades efter hand till nuvarande Lidhults kök. Järnvägen lades ner 1966. 
Lidhults kyrka invigdes 1879. Den gamla kyrkan revs och har senare återuppbyggts som S:t Olofs kapell, Tylösand i Halmstad. Ytterligare en kyrka finns på orten, Allianskyrkan.

### Administrativa tillhörigheter
Lidhult var och är kyrkby i Lidhults socken som ingick i Sunnerbo härad. Lidhult var centralort i Lidhults landskommun från 1952 till 1971. Orten var ett municipalsamhälle, Lidhults municipalsamhälle  mellan 1 januari 1923 och 31 december 1966. 
Lidhult har tillhört och tillhör Lidhults församling, och tillhört fögderier, domsagor, tingslag och tingsrätter efter vad som beskrivs i artikeln Sunnerbo härad.

### Befolkningsutveckling
| Befolkningsutvecklingen i Lidhult 1960–2020 | Befolkningsutvecklingen i Lidhult 1960–2020 | Befolkningsutvecklingen i Lidhult 1960–2020 | Befolkningsutvecklingen i Lidhult 1960–2020 | Befolkningsutvecklingen i Lidhult 1960–2020 |
| ------------------------------------------- | ------------------------------------------- | ------------------------------------------- | ------------------------------------------- | ------------------------------------------- |
|                                             |                                             |                                             |                                             |                                             |
| År                                          |                                             |                                             | Folkmängd                                   | Areal (ha)                                  |
| 1960                                        | 1960                                        |                                             | 635                                         |                                             |
| 1965                                        | 1965                                        |                                             | 692                                         |                                             |
| 1970                                        | 1970                                        |                                             | 674                                         |                                             |
| 1975                                        | 1975                                        |                                             | 703                                         |                                             |
| 1980                                        | 1980                                        |                                             | 732                                         |                                             |
| 1990                                        | 1990                                        |                                             | 711                                         | 112                                         |
| 1995                                        | 1995                                        |                                             | 691                                         | 113                                         |
| 2000                                        | 2000                                        |                                             | 613                                         | 110                                         |
| 2005                                        | 2005                                        |                                             | 635                                         | 110                                         |
| 2010                                        | 2010                                        |                                             | 611                                         | 109                                         |
| 2015                                        | 2015                                        |                                             | 665                                         | 131                                         |
| 2018                                        | 2018                                        |                                             | 702                                         | 132                                         |
| 2020                                        | 2020                                        |                                             | 676                                         | 130                                         |
|                                             |                                             |                                             |                                             |                                             |

## Samhället
Lidhults kyrka finns här.
På orten finns bland annat dagligvarubutik, vårdcentral med BVC, ett äldreboende, förskola, grundskola 1-6 samt sport- och simhall. Några hundra meter söder om samhället ligger en badplats. Från den utgår en stig som leder runt i Lidhultsåsens naturreservat.

## Näringsliv
Några av ortens företag är Bojs Alltjänst, LEAB, Lidhults kök, Lidhults rör, Maskin & Smide och Wadensjögruppen. 
Tidigare låg trucktillverkaren Lidhults Mekaniska Verkstad (senare Kalmar LMV, därefter Kalmar Industries och senare del av Cargotec) på orten. Efter det att tillverkningen flyttades till Polen 2018, finns inte längre något stort eller medelstort företag på orten.

## Sport
Idrottsföreningen Lidhults GoIF bildades 1930 och sysslar främst med fotboll. Hemmaplanen är Lomövallen som invigdes 1938.